# Dotacja podmiotowa
Dotacja podmiotowa – dotacja obejmująca środki dla podmiotu wskazanego w odrębnej ustawie lub w umowie międzynarodowej, przeznaczone wyłącznie na dofinansowanie działalności bieżącej w zakresie określonym w odrębnej ustawie lub umowie międzynarodowej.
Podstawę prawną do udzielania dotacji podmiotowych z budżetu państwa stanowi art. 131 ustawy z dnia 27 sierpnia 2009 r. o finansach publicznych.
Dotacje podmiotowe otrzymują jednostki sektora finansów publicznych niebędące państwowymi jednostkami budżetowymi. O uprawnieniu do ich otrzymania decydują przepisy ustaw dotyczących zasad gospodarki finansowej danego podmiotu. 
Udzielanie tego rodzaju dotacji powinno być traktowane jako działanie wyjątkowe, gdyż jest ono formą pomocy państwa przeznaczonej na finansowanie działań bieżących jednostki pomagając utrzymać jej płynność finansową. Stanowi to odstępstwo od równego dostępu do środków publicznych i może być traktowane jako nieuzasadnione uprzywilejowane jednych podmiotów kosztem drugich, przybierając niekiedy formę finansowania jednostek trwale deficytowych.
Wykaz wszystkich jednostek otrzymujących dotacje podmiotowe oraz kwoty przyznanych dotacji są jawne. Ich wykaz znajduje się w załączniku do ustawy budżetowej.

## Strony zewnętrzne
- Leksykon budżetowy Biura Analiz Sejmowych - Dotacje podmiotowe

 Zapoznaj się z zastrzeżeniami dotyczącymi pojęć prawnych w Wikipedii.